# Anatoli Tcherniaev
Anatoli Sergueïevitch Tcherniaev né le 25 mai 1921 à Moscou et mort le 12 mars 2017, est un homme politique et écrivain soviétique puis russe.
Après avoir combattu pendant la Seconde Guerre mondiale, Tcherniaev a étudié l'histoire à l'Université d'État de Moscou, à la Faculté d'Histoire, et a ensuite enseigné l'histoire contemporaine de 1950 à 1958. En 1961, il a rejoint le Département international du Comité central du Parti communiste de l'Union soviétique, où il est devenu analyste principal. En mars 1976, il a été promu à la Commission de vérification centrale du Parti communiste de l'Union soviétique. En 1986, il est devenu conseiller en politique étrangère du Secrétaire général Mikhaïl Gorbatchev et a continué à conseiller Gorbatchev lorsque ce dernier est devenu président de l'Union soviétique.

## Jeunesse
Tcherniaev est né à Moscou en 1921. Pour ses études secondaires, il a fréquenté l'École Expérimentale Gorky No. 1, qui était une école secondaire d'élite à Moscou spécialisée dans la préparation de l'élite intellectuelle soviétique principalement dans les sciences humaines. Après avoir obtenu son diplôme d'études secondaires, il a été accepté à la Faculté d'Histoire de l'Université d'État de Moscou en 1938.

## Carrière
En juillet 1941, Tcherniaev, à peine âgé de 20 ans, s'est engagé volontairement dans l'Armée rouge et a été envoyé au front. Il a été blessé, a passé du temps à l'hôpital, puis est retourné au front. Il a terminé la guerre en mai 1945 à Riga. Après la guerre, il a obtenu son diplôme de l'Université de Moscou avec un doctorat en histoire et y a enseigné au Département d'Histoire Contemporaine de 1950 à 1958.

### Les années de Prague
En 1958, Tcherniaev a rejoint le groupe d'éditeurs soviétiques et internationaux de la principale publication du mouvement communiste international, "Problèmes de paix et de socialisme", à Prague. Le journal est devenu un centre de pensée libre et de dissidence interne, qui a produit bon nombre des conseillers et alliés futurs de Gorbatchev. À Prague, Chernyaev a rencontré et développé des relations durables avec les dirigeants des partis communistes et socialistes européens, ainsi qu'avec des penseurs soviétiques influents tels qu'Alexander Bovin, Georgy Shakhnazarov, Georgy Arbatov et Karen Brutents.

### Conseiller de Gorbatchev
Anatoli Tchernaiev a été nommé conseiller de Mikhaïl Gorbatchev pour la politique extérieure en février 1986. Il est resté à ce poste jusqu'à la chute de Gorbatchev en décembre 1991. Avant cela, il faisait partie du Département international du Comité Central du PCUS, où il a développé des idées libérales et critiques vis-à-vis de la politique soviétique traditionnelle. Sa nomination a marqué une ouverture vers de nouvelles perspectives dans les relations internationales de l'URSS. En tant que conseiller, il a eu une influence significative sur les décisions de Gorbatchev, notamment en matière de désarmement et de relations avec les États-Unis. Il a contribué à la préparation des propositions soviétiques pour le sommet de Reykjavik en octobre 1986, qui a marqué un tournant dans les négociations sur le désarmement nucléaire. De manière générale, il a plaidé pour une approche plus coopérative et moins conflictuelle dans les relations internationales, en ligne avec la Nouvelle Pensée de Gorbatchev.
Tchernaiev a également contribué à l'élaboration du concept de « Maison Commune Européenne », une vision de Gorbatchev pour une Europe unie et pacifique. Ce concept visait à promouvoir la coopération entre les pays européens et l'Union soviétique, en mettant l'accent sur la sécurité mutuelle, le désarmement et la coopération économique. Bien que ce projet n'ait pas abouti, il témoigne des efforts de Gorbatchev et de ses conseillers pour repenser les relations internationales de l'URSS.